# Вердерио Супериоре
Вердерио Супериоре (итал. Verderio Superiore) је насеље у Италији у округу Леко, региону Ломбардија.
Према процени из 2011. у насељу је живело 2545 становника. Насеље се налази на надморској висини од 256 м.

## Становништво
| 1931. | 1936. | 1951. | 1961. | 1971. | 1981. | 1991. | 2001. | 2011. |
| ----- | ----- | ----- | ----- | ----- | ----- | ----- | ----- | ----- |
| 1.263 | 1.220 | 1.140 | 1.067 | 1.038 | 1.305 | 1.660 | 2.590 | 2.707 |